# Nationalpark Podocarpus
Der Nationalpark Podocarpus (spanisch Parque Nacional Podocarpus) befindet sich in den Anden im Südosten von Ecuador. Der Nationalpark wurde am 15. Dezember 1982 mittels Acuerdo ministerial N° 398 eingerichtet sowie am 5. Januar 1983 als Registro Oficial N° 404 aufgenommen.

## Lage
Das Schutzgebiet besitzt eine Fläche von 1449,93 km² und erstreckt sich über die Provinzen Loja und Zamora Chinchipe. Es liegt in Höhen von 900 m bis 3600 m. Das Gebiet wird über die Flüsse Río Catamayo, Río Chinchipe, Río Zamora und Río Nangaritza entwässert.

## Ökologie
Im Nationalpark befinden sich folgende Vegetationszonen: Montaner immergrüner Wald, unterer montaner immergrüner Wald, montaner Nebelwald, oberer montaner immergrüner Wald sowie Strauch-Páramo. Es gedeihen 63 Orchideen-Arten. Es wurden 560 Vogelarten sowie 46 Säugetierarten in dem Gebiet gezählt.

## Reisezeit und Zugangsmöglichkeiten
Es wird empfohlen, den Nationalpark während den Monaten September bis Dezember zu besuchen, da in dieser Zeit das Klima am günstigsten ist. Die wichtigsten Zugänge im westlichen Sektor befinden sich entlang der Straße Loja–Valladolid, die auch am Verwaltungssitz des Nationalparks in Cajanuma vorbei führt. Weiter südlich, von der Ortschaft Yambala führt eine weitere Straße zum Sektor Numbala Alto und zum Aussichtspunkt Cerro Toledo. Im Norden führt ein Abzweig der Straße Loja–Zamora nach Romerillos, über das der Wald von Bombuscaro zugänglich ist.